# Jorden rundt på to timer
Jorden rundt på to timer är en norsk dokumentärfilm från 1949 i regi av Rasmus Breistein. Den är den första norska filmen gjord helt i färg.
Filmen skildrar en jorden runt-resa. Den var Breistens första film sedan 1943 års Den nye lægen och hans första dokumentärfilm. Breistein producerade filmen och fotade den tillsammans med Arild Nybakken. Han var också klippare tillsammans med Olav Engebretsen och berättarröst. Filmen hade premiär den 10 november 1949 i Norge.